# Upucerthia
Upucerthia – rodzaj ptaków z podrodziny garncarzy (Furnariinae) w rodzinie garncarzowatych (Furnariidae).

## Zasięg występowania
Rodzaj obejmuje gatunki występujące w Ameryce Południowej.

## Morfologia
Długość ciała 18–22 cm; masa ciała 30–55 g.

## Systematyka

### Etymologia
Upucerthia: zbitka wyrazowa nazw rodzajów: Upupa Linnaeus, 1758 (dudek) oraz Certhia Linnaeus, 1758 (pełzacz).

### Podział systematyczny
Do rodzaju należą następujące gatunki:
- Upucerthia validirostris (Burmeister, 1861) – piaskownik płowy
- Upucerthia saturatior W.E.D. Scott, 1900 – piaskownik patagoński
- Upucerthia dumetaria I. Geoffroy Saint-Hilaire, 1832 – piaskownik długodzioby
- Upucerthia albigula Hellmayr, 1932 – piaskownik białogardły